# Internet Download Manager
Internet Download Manager (IDM) — проприетарный менеджер закачек для Windows с закрытым исходным кодом, разработанный американской компанией Tonec Inc.
Как и все другие программы подобного рода, Internet Download Manager предназначен для загрузки файлов из Интернета или локальной сети с максимальной скоростью, благодаря встроенному алгоритму IDMan, представляющий инструмент-ускоритель, который по заявлению разработчиков на официальном сайте позволяет увеличить скорость скачивания файлов на 30 % по сравнению с аналогичными популярными программами, такими как Download Master или GetRight.

## Возможности
- Одновременная загрузка с нескольких серверов.
- Поддержка HTTPS.
- Расписание.
- Настройка автозагрузки типов файлов.
- Ограничить загрузку файлов с конкретных сайтов.
- Загрузка файлов по протоколам FTP и HTTP.
- Поддержка нескольких языков. 8 языковых пакетов включены в дистрибутив по умолчанию, остальные доступны на официальном сайте.[1]
- Интеграция в популярные обозреватели Интернета (Internet Explorer, Opera, Netscape Navigator, Safari, Flock, Google Chrome, Mozilla Firefox и другие).
- Возобновление загрузки файла с последнего места его разрыва (докачка).
- Планировщик задач.
- Установка каталога для сохранения скачанных, а также временных файлов.
- Поддержка Unicode.
- Звуковые события.
- Интеграция с антивирусами, а также проверка скачанных файлов на наличие вирусов.
- Многофункциональная настройка и работа с прокси.
- Беспроблемная работа с брандмауэрами.
- Предварительный просмотр архивов.
- Возможность закачки видео с видеосервисов YouTube, Google Video, MySpaceTV и со всех интернет-плееров.